# Маль-пахарья
Маль-пахарья — неарийское племя на бенгальской территории северо-восточной Индии, называющее само себя этим именем, но совершенно отличающееся от других пахарья, принадлежащих к равидическому племени раджмагали . Другое именование — найя-думка.
К началу XX века проживали в горах Рамгурха и Бирбхумском округе Бенгалам. Первые сведения о них — y Далтона в труде «Descriptive ethnology of Bengal» (Калькутта, 1872).
Слова глоссария, собранного Котсом (Coates) от одного арестанта, одинаково далеки как от коларийских, так и от дравидийских.